# Josef Černý (ciclista)
Josef Černý (Frýdek-Místek, 11 maggio 1993) è un ciclista su strada ceco che corre per la Soudal Quick-Step.

## Palmarès
- 2013 (CCC Polkowice, una vittoria)

Campionati cechi, Cronometro Under-23
- 2014 (CCC Polkowice, una vittoria)

Visegrad 4 Bicycle Race - GP Czech Republic
- 2015 (CCC Polkowice, una vittoria)

Campionati cechi, Cronometro Under-23
- 2017 (Elkov-Author, tre vittorie)

3ª tappa Giro della Repubblica Ceca (Mohelnice > Šternberk)
Classifica generale Giro della Repubblica Ceca
Classifica generale Okolo Jižních Čech
- 2018 (Elkov-Author, quattro vittorie)

Campionati cechi, Prova a cronometro
Campionati cechi, Prova in linea
3ª tappa Okolo Jižních Čech (Třeboň > Protivín)
- 2020 (CCC Team, due vittorie)

Campionati cechi, Cronometro elite
3ª tappa, 2ª semitappa Tour du Poitou-Charentes (Futuroscope > Jaunay-Marigny, cronometro)
19ª tappa Giro d'Italia (Abbiategrasso > Asti)
- 2021 (Deceuninck-Quick Step, una vittoria)

Campionati cechi, Prova a cronometro
- 2022 (Quick Step-Alpha Vinyl Team, due vittorie)

5ª tappa Settimana Internazionale di Coppi e Bartali (Casalguidi > Cantagrillo)
Classifica generale Okolo Slovenska
- 2023 (Soudal Quick-Step, una vittoria)

Prologo Giro di Romandia (Port-Valais, cronometro)

### Altri successi
- 2012 (Wibatech)

Classifica scalatori Carpathian Couriers Race
- 2013 (CCC Polsat Polkowice)

Classifica giovani Dookoła Mazowsza
- 2017 (Elkov-Author)

1ª tappa Giro della Repubblica Ceca (Uničov, cronosquadre)
Classifica a punti Okolo Jižních Čech
- 2023 (Soudal - Quick Step)

2ª tappa UAE Tour (Khalifa Port, cronosquadre)

## Piazzamenti

### Grandi Giri
- Giro d'Italia

2019: 115º
2020: 86º
2023: non partito (11ª tappa)
2024: 141º
2025: 132º
- Vuelta a España

2021: 142º

### Classiche monumento
- Milano-Sanremo

2024: 143º
2025: 129º
- Giro delle Fiandre

2016: 103º
- Liegi-Bastogne-Liegi

2019: 88º

### Competizioni mondiali
- Campionati del mondo su strada

Offida 2010 - In linea Juniores: 80º
Valkenburg 2012 - In linea Under-23: 66º
Toscana 2013 - In linea Under-23: ritirato
Toscana 2013 - Cronometro Under-23: 39º
Richmond 2015 - In linea Under-23: 86º
Richmond 2015 - Cronometro Under-23: 25º
Bergen 2017 - In linea Elite: ritirato
Innsbruck 2018 - In linea Elite: ritirato
Innsbruck 2018 - Cronometro Elite: 24º
Innsbruck 2018 - Cronosquadre: 12º
Yorkshire 2019 - Cronometro Elite: 38º
Yorkshire 2019 - In linea Elite: ritirato
Imola 2020 - Cronometro Elite: 23º
Imola 2020 - In linea Elite: ritirato
Fiandre 2021 - Cronometro Elite: 32º
Fiandre 2021 - In linea Elite: ritirato

### Competizioni europee
- Campionati europei

Offida 2011 - Cronometro Junior: 22º
Offida 2011 - In linea Junior: ritirato
Olomouc 2013 - In linea Under-23: 36º
Olomouc 2013 - Cronometro Under-23: 26º
Tartu 2015 - In linea Under-23: 52º
Tartu 2015 - Cronometro Under-23: 19º
Herning 2017 - In linea Elite: 33º
Herning 2017 - Cronometro Elite: 26º
Glasgow 2018 - In linea Elite: ritirato
Glasgow 2018 - Cronometro Elite: 17º
- Giochi europei

Baku 2015 - In linea Elite: 53º
Baku 2015 - Cronometro Elite: 31º